# Казахстан на зимових Олімпійських іграх 2014
Казахстан на зимових Олімпійських іграх 2014 року у Сочі був представлений 58 спортсменами у 10 видах спорту. Прапороносцем на церемонії відкриття Ігор став лижник Єрдос Ахмадієв. Казахстан, як незалежна країна, ушосте брала участь в зимовій Олімпіаді. Казахські спортсмени здобули одну бронзову медаль у фігурному катанні.

## Медалісти
| Медаль | Прізвище  | Вид спорту      | Дисципліна                 | Дата      |
| ------ | --------- | --------------- | -------------------------- | --------- |
| Бронза | Денис Тен | Фігурне катання | одиночне катання, чоловіки | 14 лютого |

## Спортсмени
| Вид спорту          | Чоловіки | Жінки | Всього |
| ------------------- | -------- | ----- | ------ |
| Біатлон             | 5        | 5     | 10     |
| Гірськолижний спорт | 3        | 0     | 3      |
| Ковзанярський спорт | 5        | 1     | 6      |
| Лижні перегони      | 8        | 3     | 11     |
| Санний спорт        | 0        | 1     | 1      |
| Сноубординг         | 0        | 1     | 1      |
| Стрибки з трампліна | 2        | 0     | 2      |
| Фігурне катання     | 2        | 0     | 2      |
| Фристайл            | 5        | 4     | 9      |
| Шорт-трек           | 5        | 1     | 6      |
| Всього              | 35       | 16    | 51     |

## Біатлон
Спринт
| Змагання | Спортсмени        | Час     | Промахи | Місце |
| -------- | ----------------- | ------- | ------- | ----- |
| Чоловіки | Ян Савицький      | 26:13.0 | 1+0     | 43    |
| Чоловіки | Сергій Наумик     | 26:55.5 | 0+1     | 59    |
| Чоловіки | Антон Пантов      | 28:05.0 | 2+2     | 80    |
| Чоловіки | Діас Кенишев      | 30:06.8 | 2+2     | 87    |
| Жінки    | Олена Хрустальова | 23:29.6 | 2+0     | 57    |
| Жінки    | Дарія Усанова     | 23:33.3 | 1+0     | 58    |
| Жінки    | Галина Вишневська | 23:52.0 | 2+1     | 64    |
| Жінки    | Марина Лебедєва   | 24:31.9 | 1+1     | 73    |

Переслідування
| Змагання | Спортсмени        | Час     | Промахи | Місце |
| -------- | ----------------- | ------- | ------- | ----- |
| Чоловіки | Ян Савицький      | 35:57.0 | 0+1+0+0 | 29    |
| Чоловіки | Сергій Наумик     | 40:06.5 | 1+0+2+1 | 58    |
| Жінки    | Олена Хрустальова | 33:06.5 | 0+0+0+0 | 37    |
| Жінки    | Дарія Усанова     | 33:54.6 | 1+0+0+1 | 41    |

Індивідуальна гонка
| Змагання | Спортсмени         | Час       | Промахи     | Місце |
| -------- | ------------------ | --------- | ----------- | ----- |
| Чоловіки | Ян Савицький       | 52:00.0   | 1 (0+1+0+0) | 20    |
| Чоловіки | Сергій Наумик      | 58:03.2   | 5 (0+1+2+2) | 76    |
| Чоловіки | Антон Пантов       | 52:51.5   | 0 (0+0+0+0) | 27    |
| Чоловіки | Олександр Трифонов | 1:00:08.9 | 5 (1+1+2+1) | 85    |
| Жінки    | Олена Хрустальова  | 50:00.1   | 3 (2+1+0+0) | 47    |
| Жінки    | Дарія Усанова      | 49:13.5   | 2 (1+0+0+1) | 40    |
| Жінки    | Галина Вишневська  | 49:26.9   | 2 (1+1+0+0) | 41    |
| Жінки    | Аліна Райкова      | 53:15.6   | 3 (1+0+1+1) | 65    |

Естафета
| Змагання | Спортсмени                                                        | Час       | Промахи         | Місце |
| -------- | ----------------------------------------------------------------- | --------- | --------------- | ----- |
| Чоловіки | Діас Кенешев Сергій Наумик Антон Пантов Олександр Трифонов        | LAP       | 0+3 0+4 0+0 0+3 | 18    |
| Жінки    | Олена Хрустальова Дарія Усанова Галина Вишневська Марина Лебедева | 1:15:54.7 | 0+2 0+4 0+2 0+5 | 12    |

Змішана естафета
| Змагання         | Спортсмени                                                | Час       | Промахи | Місце |
| ---------------- | --------------------------------------------------------- | --------- | ------- | ----- |
| Змішана естафета | Олена Хрустальова Дарія Усанова Антон Пантов Ян Савицький | 1:15:46.4 | 6 (0+6) | 15    |

## Гірськолижний спорт
| Спортсмен      | Дисципліна                  | 1-й спуск | 1-й спуск | 2-й спуск | 2-й спуск | Сума    | Сума  |
| Спортсмен      | Дисципліна                  | Час       | Місце     | Час       | Місце     | Час     | Місце |
| -------------- | --------------------------- | --------- | --------- | --------- | --------- | ------- | ----- |
| Мартін Хубер   | швидкісний спуск (чоловіки) | Н/Д       | Н/Д       | Н/Д       | Н/Д       | 2:13.51 | 42    |
| Мартін Хубер   | супергігант (чоловіки)      | Н/Д       | Н/Д       | Н/Д       | Н/Д       | 1:22.60 | 41    |
| Мартін Хубер   | комбінація (чоловіки)       | 1:59.42   | 42        | 1:00.44   | 31        | 2:59.86 | 33    |
| Дмитро Кошкін  | швидкісний спуск (чоловіки) | Н/Д       | Н/Д       | Н/Д       | Н/Д       | 2:14.63 | 43    |
| Дмитро Кошкін  | супергігант (чоловіки)      | Н/Д       | Н/Д       | Н/Д       | Н/Д       | 1:21.50 | 30    |
| Ігор Закурдаєв | швидкісний спуск (чоловіки) | Н/Д       | Н/Д       | Н/Д       | Н/Д       | 2:11.28 | 33    |
| Ігор Закурдаєв | супергігант (чоловіки)      | Н/Д       | Н/Д       | Н/Д       | Н/Д       | 1:23.13 | 45    |
| Ігор Закурдаєв | комбінація (чоловіки)       | 1:57.62   | 37        | 57.02     | 29        | 2:54.64 | 26    |

## Ковзанярський спорт
| Спортсмен       | Дистанція               | Заїзд 1 | Заїзд 1 | Заїзд 2 | Заїзд 2 | Фінал    | Фінал |
| Спортсмен       | Дистанція               | Час     | Місце   | Час     | Місце   | Час      | Місце |
| --------------- | ----------------------- | ------- | ------- | ------- | ------- | -------- | ----- |
| Дмитро Бабенко  | 1500 метрів (чоловіки)  | Н/Д     | Н/Д     | Н/Д     | Н/Д     | 1:48.67  | 30    |
| Дмитро Бабенко  | 5000 метрів (чоловіки)  | Н/Д     | Н/Д     | Н/Д     | Н/Д     | 6:28.26  | 15    |
| Дмитро Бабенко  | 10000 метрів (чоловіки) | Н/Д     | Н/Д     | Н/Д     | Н/Д     | 13:33.18 | 12    |
| Роман Креч      | 500 метрів (чоловіки)   | 35.04   | 9       | 35.00   | 6       | 70.04    | 7     |
| Роман Креч      | 1000 метрів (чоловіки)  | Н/Д     | Н/Д     | Н/Д     | Н/Д     | 1:09.63  | 13    |
| Денис Кузін     | 1000 метрів (чоловіки)  | Н/Д     | Н/Д     | Н/Д     | Н/Д     | 1:09.10  | 7     |
| Денис Кузін     | 1500 метрів (чоловіки)  | Н/Д     | Н/Д     | Н/Д     | Н/Д     | 1:45.69  | 8     |
| Федір Мезенцев  | 1000 метрів (чоловіки)  | Н/Д     | Н/Д     | Н/Д     | Н/Д     | 1:11.08  | 33    |
| Федір Мезенцев  | 1500 метрів (чоловіки)  | Н/Д     | Н/Д     | Н/Д     | Н/Д     | 1:49.70  | 33    |
| Олександр Жигін | 1500 метрів (чоловіки)  | Н/Д     | Н/Д     | Н/Д     | Н/Д     | 1:49.48  | 34    |
| Катерина Айдова | 500 метрів (жінки)      | 34:30.3 | 22      | 38.80   | 19      | 77.85    | 22    |
| Катерина Айдова | 1000 метрів (жінки)     | Н/Д     | Н/Д     | Н/Д     | Н/Д     | 1:17.25  | 19    |
| Катерина Айдова | 1500 метрів (жінки)     | Н/Д     | Н/Д     | Н/Д     | Н/Д     | 2:00.93  | 28    |

## Лижні перегони
| Спортсмен                                                   | Дисципліна                        | Класичний стиль | Класичний стиль | Вільний стиль | Вільний стиль | Фінал     | Фінал       | Фінал |
| Спортсмен                                                   | Дисципліна                        | Час             | Місце           | Час           | Місце         | Час       | Відставання | Місце |
| ----------------------------------------------------------- | --------------------------------- | --------------- | --------------- | ------------- | ------------- | --------- | ----------- | ----- |
| Єрдос Ахмадієв                                              | 15 км класичним стилем (чоловіки) | Н/Д             | Н/Д             | Н/Д           | Н/Д           | 43:02.2   | +4:32.5     | 54    |
| Єрдос Ахмадієв                                              | 50 км вільним стилем (чоловіки)   | Н/Д             | Н/Д             | Н/Д           | Н/Д           | 1:53:07.4 | +6:12.2     | 48    |
| Микола Чеботько                                             | 15 км класичним стилем (чоловіки) | Н/Д             | Н/Д             | Н/Д           | Н/Д           | 41:14.1   | +2:44.4     | 33    |
| Сергій Черепанов                                            | 30 км скіатлон (чоловіки)         | 37:36.8         | 43              | 35:26.4       | 55            | 1:13:39.7 | +5:24.3     | 49    |
| Сергій Черепанов                                            | 50 км вільним стилем (чоловіки)   | Н/Д             | Н/Д             | Н/Д           | Н/Д           | 1:57:24.2 | +10:29.0    | 54    |
| Олексій Полторанін                                          | 15 км класичним стилем (чоловіки) | Н/Д             | Н/Д             | Н/Д           | Н/Д           | 39:43.2   | +1:13.5     | 9     |
| Олексій Полторанін                                          | 30 км скіатлон (чоловіки)         | 36:01.5         | 6               | 32:17.7       | 16            | 1:08:51.5 | +36.1       | 16    |
| Марк Старостін                                              | 30 км скіатлон (чоловіки)         | 38:57.8         | 54              | 36:03.8       | 56            | 1:15:36.6 | +7:21.2     | 56    |
| Марк Старостін                                              | 50 км вільним стилем (чоловіки)   | Н/Д             | Н/Д             | Н/Д           | Н/Д           | 1:49:34.1 | +2:38.9     | 34    |
| Євген Величко                                               | 15 км класичним стилем (чоловіки) | Н/Д             | Н/Д             | Н/Д           | Н/Д           | 41:16.4   | +2:46.7     | 34    |
| Євген Величко                                               | 30 км скіатлон (чоловіки)         | 36:53.8         | 30              | 33:37.0       | 35            | 1:11:05.6 | +2:50.2     | 32    |
| Євген Величко                                               | 50 км вільним стилем (чоловіки)   | Н/Д             | Н/Д             | Н/Д           | Н/Д           | 1:58:10.6 | +11:15.4    | 55    |
| Сергій Черепанов Марк Старостін Євген Величко Денис Волотка | естафета 4×10 км (чоловіки)       | Н/Д             | Н/Д             | Н/Д           | Н/Д           | 1:34:11.9 | +5:29.9     | 13    |
| Олена Коломіна                                              | 10 км класичним стилем (жінки)    | Н/Д             | Н/Д             | Н/Д           | Н/Д           | 31:20.1   | +3:02.3     | 36    |
| Олена Коломіна                                              | 15 км скіатлон (жінки)            | 20:27.8         | 41              | 20:44.5       | 38            | 41:52.2   | +3:18.6     | 40    |
| Олена Коломіна                                              | 30 км вільним стилем (жінки)      | Н/Д             | Н/Д             | Н/Д           | Н/Д           | 1:21:50.0 | +10:44.8    | 48    |
| Тетяна Осипова                                              | 10 км класичним стилем (жінки)    | Н/Д             | Н/Д             | Н/Д           | Н/Д           | 32:20.1   | +4:02.3     | 52    |
| Тетяна Осипова                                              | 15 км скіатлон (жінки)            | 21:31.3         | 53              | 22:15.9       | 58            | 44:29.0   | +5:55.4     | 57    |
| Тетяна Осипова                                              | 30 км вільним стилем (жінки)      | Н/Д             | Н/Д             | Н/Д           | Н/Д           | 1:23:52.6 | +12:47.4    | 51    |
| Анастасія Слонова                                           | 10 км класичним стилем (жінки)    | Н/Д             | Н/Д             | Н/Д           | Н/Д           | 31:56.6   | +3:38.8     | 46    |
| Анастасія Слонова                                           | 15 км скіатлон (жінки)            | 20:40.3         | 43              | 20:31.8       | 35            | 41:52.8   | +3:19.2     | 41    |

Спринт
| Спортсменка                        | Дисципліна                 | Кваліфікація | Кваліфікація | Чвертьфінал | Чвертьфінал | Півфінал   | Півфінал   | Фінал      | Фінал      |
| Спортсменка                        | Дисципліна                 | Час          | Місце        | Час         | Місце       | Час        | Місце      | Час        | Місце      |
| ---------------------------------- | -------------------------- | ------------ | ------------ | ----------- | ----------- | ---------- | ---------- | ---------- | ---------- |
| Микола Чеботько                    | спринт, чоловіки           | 3:37.88      | 30 Q         | 3:39.66     | 5           | не пройшов | не пройшов | не пройшов | не пройшов |
| Ragozin                            | спринт, чоловіки           | 3:38.56      | 33           | не пройшов  | не пройшов  | не пройшов | не пройшов | не пройшов | не пройшов |
| Денис Волотка                      | спринт, чоловіки           | 3:46.92      | 58           | не пройшов  | не пройшов  | не пройшов | не пройшов | не пройшов | не пройшов |
| Микола Чеботько Олексій Полторанін | командний спринт, чоловіки | Н/Д          | Н/Д          | Н/Д         | Н/Д         | 23:28.50   | 4 q        | 24:01.38   | 8          |
| Олена Коломіна                     | спринт, жінки              | 2:46.37      | 46           | не пройшла  | не пройшла  | не пройшла | не пройшла | не пройшла | не пройшла |
| Тетяна Осипова                     | спринт, жінки              | 2:51.44      | 57           | не пройшла  | не пройшла  | не пройшла | не пройшла | не пройшла | не пройшла |
| Олена Коломіна Анастасія Слонова   | командний спринт, жінки    | Н/Д          | Н/Д          | Н/Д         | Н/Д         | 17:49.66   | 6          | не пройшли | не пройшли |

## Санний спорт
| Спортсмен           | Дисципліна             | 1-й заїзд | 1-й заїзд | 2-й заїзд | 2-й заїзд | 3-й заїзд | 3-й заїзд | 4-й заїзд | 4-й заїзд | Сума     | Сума  |
| Спортсмен           | Дисципліна             | Час       | Місце     | Час       | Місце     | Час       | Місце     | Час       | Місце     | Час      | Місце |
| ------------------- | ---------------------- | --------- | --------- | --------- | --------- | --------- | --------- | --------- | --------- | -------- | ----- |
| Єлизавета Аксьонова | одномісні сани (жінки) | 52.068    | 29        | 51.836    | 30        | 52.340    | 30        | 51.841    | 25        | 3:28.085 | 28    |

## Сноубординг
| Спортсмен   | Дисципліна                             | Кваліфікація | Кваліфікація | 1/16         | Чвертьфінал  | Півфінал     | Фінал        | Фінал      |
| Спортсмен   | Дисципліна                             | Час          | Місце        | Суперник Час | Суперник Час | Суперник Час | Суперник Час | Місце      |
| ----------- | -------------------------------------- | ------------ | ------------ | ------------ | ------------ | ------------ | ------------ | ---------- |
| Валерія Цой | паралельний гігантський слалом (жінки) | 1:54.57      | 23           | не пройшла   | не пройшла   | не пройшла   | не пройшла   | не пройшла |
| Валерія Цой | паралельний слалом (жінки)             | 1:08.67      | 32           | не пройшла   | не пройшла   | не пройшла   | не пройшла   | не пройшла |

## Стрибки з трампліна
| Спортсмен         | Дисципліна          | Кваліфікація | Кваліфікація | Кваліфікація | Перший раунд | Перший раунд | Перший раунд | Фінал      | Фінал      | Фінал      | Загалом    | Загалом    |
| Спортсмен         | Дисципліна          | Відстань     | Бали         | Місце        | Відстань     | Бали         | Місце        | Відстань   | Бали       | Місце      | Бали       | Місце      |
| ----------------- | ------------------- | ------------ | ------------ | ------------ | ------------ | ------------ | ------------ | ---------- | ---------- | ---------- | ---------- | ---------- |
| Олексій Пчелінцев | нормальний трамплін | 85.5         | 89.9         | 46           | не пройшов   | не пройшов   | не пройшов   | не пройшов | не пройшов | не пройшов | не пройшов | не пройшов |
| Олексій Пчелінцев | великий трамплін    | 109.0        | 75.8         | 46           | не пройшов   | не пройшов   | не пройшов   | не пройшов | не пройшов | не пройшов | не пройшов | не пройшов |
| Марат Жапаров     | нормальний трамплін | 83.0         | 84.9         | 49           | не пройшов   | не пройшов   | не пройшов   | не пройшов | не пройшов | не пройшов | не пройшов | не пройшов |
| Марат Жапаров     | великий трамплін    | 104.5        | 73.2         | 48           | не пройшов   | не пройшов   | не пройшов   | не пройшов | не пройшов | не пройшов | не пройшов | не пройшов |

## Фігурне катання
| Змагання                  | Спортсмени        | Коротка програма | Коротка програма | Довільна програма | Довільна програма | Підсумок | Підсумок |
| Змагання                  | Спортсмени        | Бали             | Місце            | Бали              | Місце             | Бали     | Місце    |
| ------------------------- | ----------------- | ---------------- | ---------------- | ----------------- | ----------------- | -------- | -------- |
| Чоловіче одиночне катання | Денис Тен         | 84.06            | 9                | 171.04            | 3                 | 255.10   | 3        |
| Чоловіче одиночне катання | Абзал Рахімгалієв | 64.18            | 20               | 110.22            | 22                | 174.40   | 22       |

## Фристайл
Акробатика
| Спортсмен             | Дисципліна           | Кваліфікація | Кваліфікація | Кваліфікація | Кваліфікація | Фінал       | Фінал       | Фінал       | Фінал       | Фінал       | Фінал       |
| Спортсмен             | Дисципліна           | 1-й стрибок  | 1-й стрибок  | 2-й стрибок  | 2-й стрибок  | 1-й стрибок | 1-й стрибок | 2-й стрибок | 2-й стрибок | 3-й стрибок | 3-й стрибок |
| Спортсмен             | Дисципліна           | Бали         | Місце        | Бали         | Місце        | Бали        | Місце       | Бали        | Місце       | Бали        | Місце       |
| --------------------- | -------------------- | ------------ | ------------ | ------------ | ------------ | ----------- | ----------- | ----------- | ----------- | ----------- | ----------- |
| Сергій Берестовський  | акробатика, чоловіки | 82.84        | 16           | 85.30        | 11           | не пройшов  | не пройшов  | не пройшов  | не пройшов  | не пройшов  | не пройшов  |
| Баглан Інкарбек       | акробатика, чоловіки | 60.16        | 20           | 79.31        | 13           | не пройшов  | не пройшов  | не пройшов  | не пройшов  | не пройшов  | не пройшов  |
| Жанбота Алдабергенова | акробатика, жінки    | 74.82        | 9            | 78.12        | 5 Q          | 76.23       | 8 Q         | 68.44       | 6           | не пройшла  | не пройшла  |
| Жибек Арапбаєва       | акробатика, жінки    | 63.44        | 16           | 58.87        | 13           | не пройшла  | не пройшла  | не пройшла  | не пройшла  | не пройшла  | не пройшла  |

Могул
| Спортсмен       | Дисципліна      | Кваліфікація | Кваліфікація | Кваліфікація | Кваліфікація | Кваліфікація  | Кваліфікація  | Кваліфікація  | Кваліфікація  | Фінал      | Фінал      | Фінал      | Фінал      | Фінал      | Фінал      | Фінал      | Фінал      | Фінал      | Фінал      | Фінал      | Фінал      |
| Спортсмен       | Дисципліна      | 1-й спуск    | 1-й спуск    | 1-й спуск    | 1-й спуск    | 2-й спуск     | 2-й спуск     | 2-й спуск     | 2-й спуск     | 1-й спуск  | 1-й спуск  | 1-й спуск  | 1-й спуск  | 2-й спуск  | 2-й спуск  | 2-й спуск  | 2-й спуск  | 3-й спуск  | 3-й спуск  | 3-й спуск  | 3-й спуск  |
| Спортсмен       | Дисципліна      | Час          | Бали         | Загалом      | Місце        | Час           | Бали          | Загалом       | Місце         | Час        | Бали       | Загалом    | Місце      | Час        | Бали       | Загалом    | Місце      | Час        | Бали       | Загалом    | Місце      |
| --------------- | --------------- | ------------ | ------------ | ------------ | ------------ | ------------- | ------------- | ------------- | ------------- | ---------- | ---------- | ---------- | ---------- | ---------- | ---------- | ---------- | ---------- | ---------- | ---------- | ---------- | ---------- |
| Дмитро Бармашов | могул, чоловіки | не фінішував | не фінішував | не фінішував | не фінішував | 32.87         | 2.71          | 5.21          | 16            | не пройшов | не пройшов | не пройшов | не пройшов | не пройшов | не пройшов | не пройшов | не пройшов | не пройшов | не пройшов | не пройшов | не пройшов |
| Павло Колмаков  | могул, чоловіки | 25.73        | 15.53        | 21.4         | 11           | 25.75         | 15.84         | 21.7          | 4 Q           | 25.3       | 15.75      | 21.82      | 11 Q       | 25.73      | 14.16      | 20.03      | 10         | не пройшов | не пройшов | не пройшов | не пройшов |
| Дмитро Рейхерд  | могул, чоловіки | 24.93        | 15.62        | 21.86        | 7 QF         | Bye           | Bye           | Bye           | Bye           | 25.21      | 16.99      | 23.1       | 5 Q        | 24.71      | 17.13      | 23.48      | 5 Q        | 24.21      | 16.22      | 22.8       | 5          |
| Юлія Галишева   | могул, жінки    | 30.89        | 15.48        | 21.17        | 6 Q          | Bye           | Bye           | Bye           | Bye           | 30.73      | 15.51      | 21.26      | 5 Q        | 30.52      | 15.28      | 21.12      | 7          | не пройшла | не пройшла | не пройшла | не пройшла |
| Дар'я Рибалова  | могул, жінки    | 33.34        | 11.53        | 16.24        | 23           | не стартувала | не стартувала | не стартувала | не стартувала | не пройшла | не пройшла | не пройшла | не пройшла | не пройшла | не пройшла | не пройшла | не пройшла | не пройшла | не пройшла | не пройшла | не пройшла |

## Шорт-трек
| Спортсмен                                                                    | Дисципліна                  | Попередній заїзд | Попередній заїзд | Чвертьфінал     | Чвертьфінал     | Півфінал        | Півфінал        | Фінал           | Фінал |
| Спортсмен                                                                    | Дисципліна                  | Час              | Місце            | Час             | Місце           | Час             | Місце           | Час             | Місце |
| ---------------------------------------------------------------------------- | --------------------------- | ---------------- | ---------------- | --------------- | --------------- | --------------- | --------------- | --------------- | ----- |
| Айдар Бекжанов                                                               | 500 метрів (чоловіки)       | 41.800           | 3                | не пройшов      | не пройшов      | не пройшов      | не пройшов      | не пройшов      | 20    |
| Айдар Бекжанов                                                               | 1500 метрів (чоловіки)      | 2:19.713         | 5                | Н/Д             | Н/Д             | не пройшов      | не пройшов      | не пройшов      | 29    |
| Денис Нікіша                                                                 | 1500 метрів (чоловіки)      | 2:16.452         | 6                | Н/Д             | Н/Д             | did not advance | did not advance | did not advance | 31    |
| Нурберген Жумагазієв                                                         | 500 метрів (чоловіки)       | 42.680           | 4                | did not advance | did not advance | did not advance | did not advance | did not advance | 29    |
| Абзал Ажгалієв Айдар Бекжанов Аслан Даумов Денис Нікіша Нурберген Жумагазієв | естафета, 5000 м (чоловіки) | Н/Д              | Н/Д              | Н/Д             | Н/Д             | 6:47.152        | 2 FA            | 6:54.630        | 5     |
| Інна Симонова                                                                | 500 метрів (жінки)          | 44.387           | 4                | не пройшла      | не пройшла      | не пройшла      | не пройшла      | не пройшла      | 25    |
| Інна Симонова                                                                | 1000 метрів (жінки)         | 1:32.599         | 3                | не пройшла      | не пройшла      | не пройшла      | не пройшла      | не пройшла      | 21    |
| Інна Симонова                                                                | 1500 метрів (жінки)         | 2:30.499         | 4                | Н/Д             | Н/Д             | не пройшла      | не пройшла      | не пройшла      | 25    |